# Liste von Bergen und Erhebungen in Benin
Dies ist eine Liste von Bergen und Erhebungen in Benin:
| Höhe  | Name           | Region  | Koordinate          | Bemerkung        |
| ----- | -------------- | ------- | ------------------- | ---------------- |
| 658 m | Mont Sokbaro   |         | 9° 20′ N, 1° 25′ O  | höchste Erhebung |
| 641 m | Mont Tanekas   |         |                     |                  |
| 309 m | Gbessa         | Atakora | 11° 25′ N, 3° 13′ O |                  |
| 300 m | Boto           | Atakora | 11° 26′ N, 3° 17′ O |                  |
| 268 m | Touloua Toundi | Atakora | 11° 48′ N, 3° 10′ O |                  |
| 266 m | Guéné Zéno     | Atakora | 11° 45′ N, 3° 14′ O |                  |
| 253 m | Deï Tondi      | Atakora | 11° 44′ N, 3° 28′ O |                  |